# Compteur de chaleur
 (juin 2017).
Si vous disposez d'ouvrages ou d'articles de référence ou si vous connaissez des sites web de qualité traitant du thème abordé ici, merci de compléter l'article en donnant les références utiles à sa vérifiabilité et en les liant à la section « Notes et références ».

Un compteur de chaleur est un instrument de mesure qui sert à déterminer la quantité de chaleur produite par un générateur de chaleur (chaudière, pompe à chaleur, collecteur solaire, etc) ou consommée par un équipement ou un local. On comprend généralement sous ce terme les compteurs d'énergie thermiques (CET) et les répartiteurs de chaleur. Il existe de nombreux types de compteurs en fonction des solutions techniques retenues, des usages et des buts recherchés. L'arrêté du 3 septembre 2010 relatif aux compteurs d'énergie thermique ne s’intéresse qu'aux CET. Le répartiteur de chaleur sert à répartir entre plusieurs appartements les consommations de chaleur d'un immeuble d'habitation. 

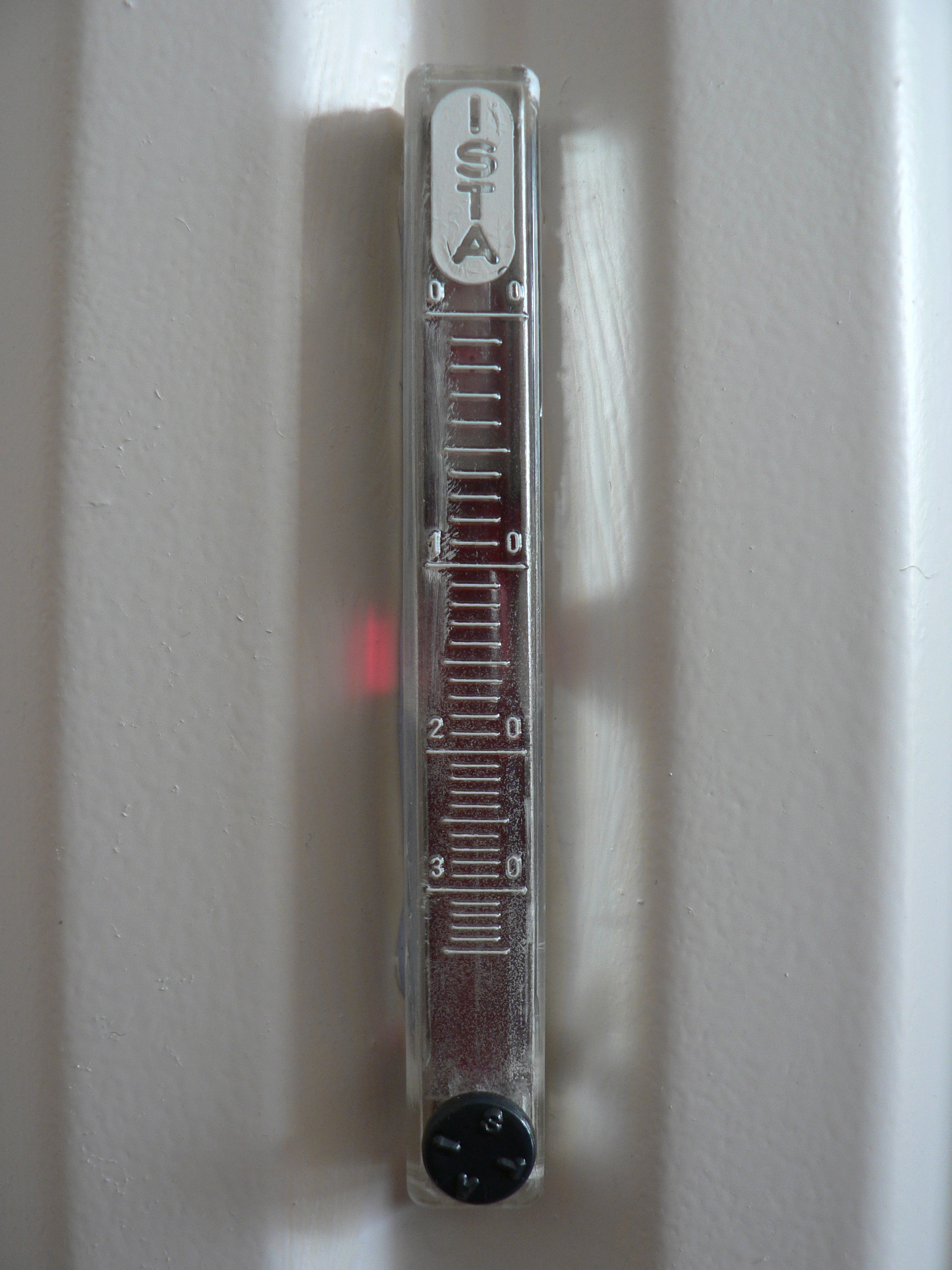
Compteur de chaleur fixé à un radiateur

La loi n°2018-1021 du 23 novembre 2018 dite loi Élan qui a modifié le champ d'application de l'obligation d'individualiser les frais de chauffage et a assoupli la possibilité d'y déroger, y fait référence.
Le répartiteur de chaleur n'est pas un compteur de chaleur proprement dit, car il ne donne pas une valeur absolue de la chaleur mesurée, mais est un instrument de mesure donnant une indication relative permettant de comparer la consommation de chaleur entre des appartements alimentés par la même source de chaleur. Il en existe plusieurs types. Le type le plus répandu est constitué d'un tube contenant un liquide qui s'évapore à une vitesse plus ou moins grande en fonction de la température du tube. Au lieu d'un liquide s'évaporant en fonction de la chaleur reçue, on utilise aussi un circuit électronique équipé d'un capteur de température et d'une mémoire, qui mesure régulièrement la température de surface du radiateur.
Le répartiteur de chaleur est utilisé pour calculer quelle part de l'énergie consommée dans un immeuble doit être attribuée à chaque appartement. Pour ce faire, le répartiteur de chaleur est fixé à chacun des radiateurs de chaque appartement et la mesure du liquide évaporé dans chaque répartiteur  permet d'estimer la chaleur consommée par l'appartement.

## Photos

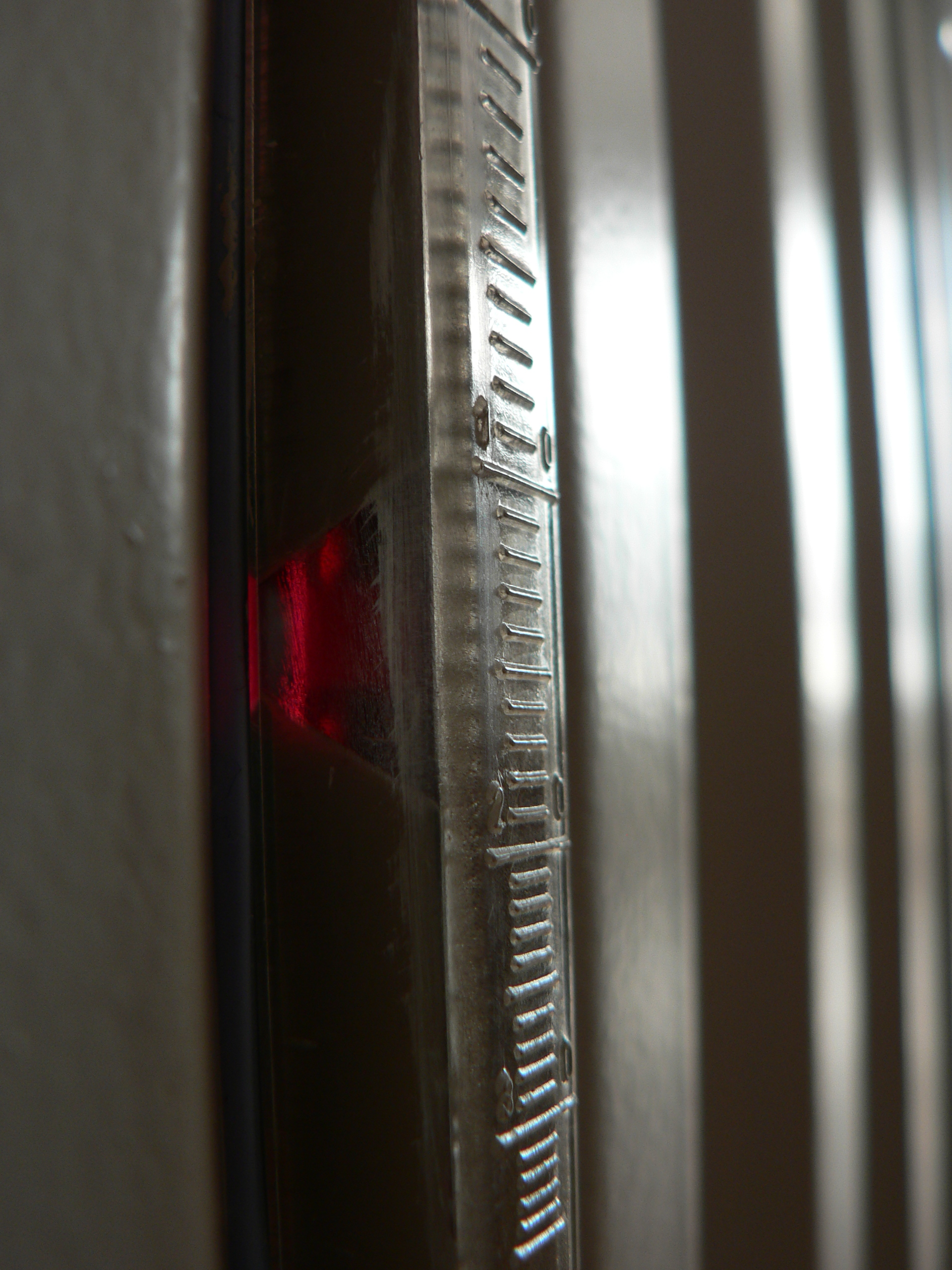
couleur originale
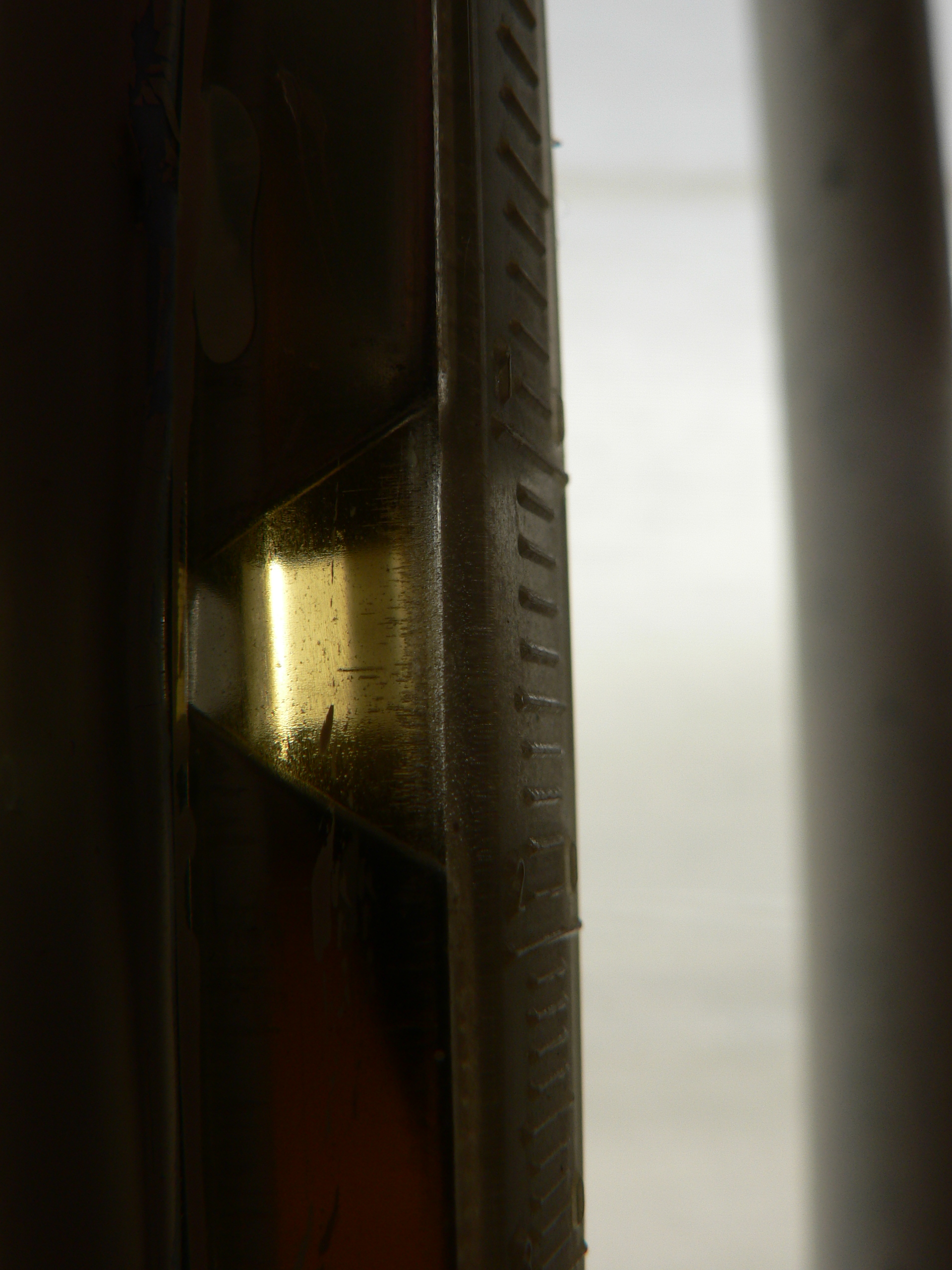
le couleur change à cause du soleil
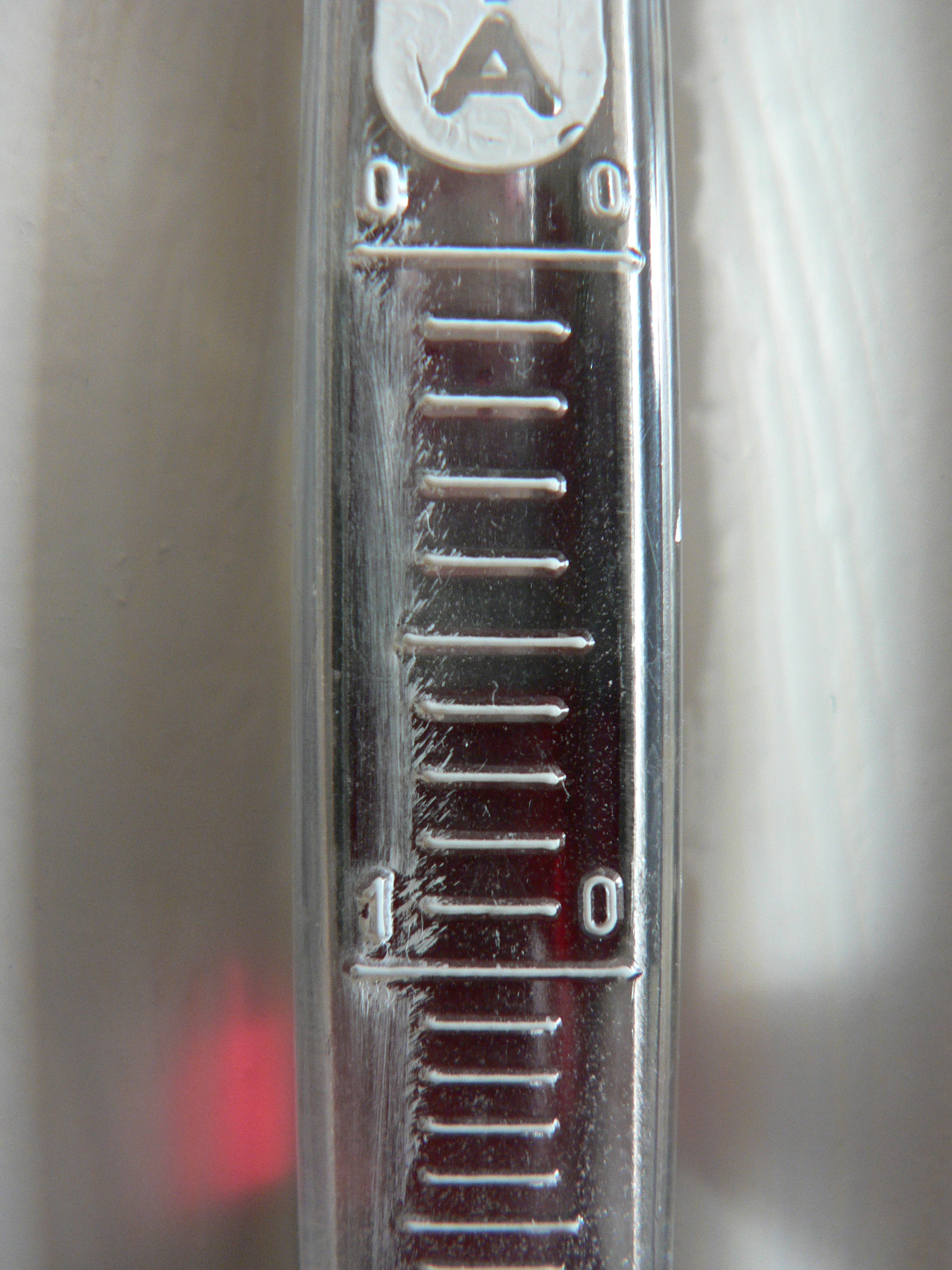
les marques